# Cmentarz św. Jana w Braniewie
Cmentarz św. Jana w Braniewie (niem. Johannisfriedhof) – zabytkowy średniowieczny cmentarz w Braniewie, założony poza murami miasta. Wzmiankowany po raz pierwszy w 1402 roku, zlikwidowany w latach 60./70. XX wieku.

## Historia

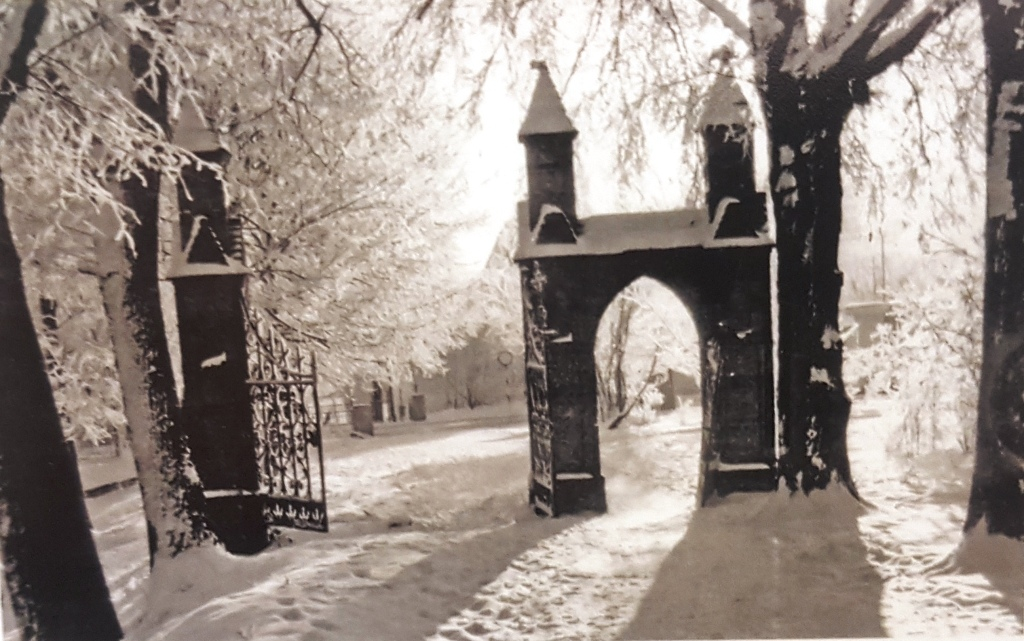
Brama cmentarza św. Jana, współcześnie niezachowana. W tle widoczne nagrobki oraz budynek sądu

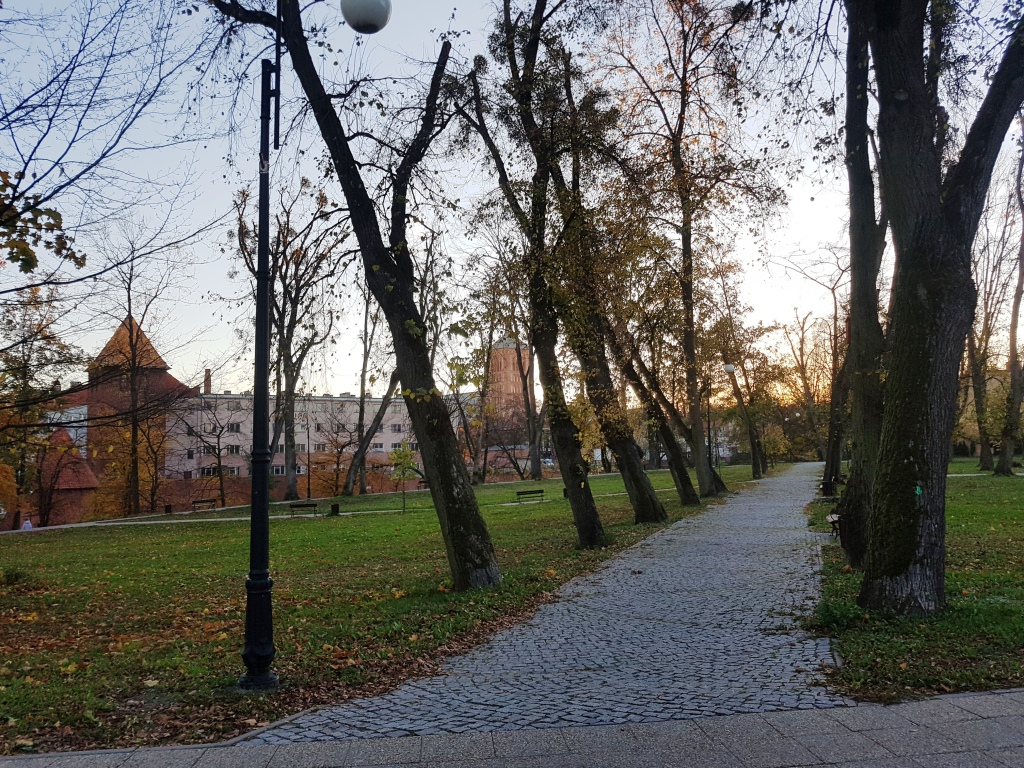
Były cmentarz św. Jana w Braniewie – współcześnie park przy amfiteatrze

Do zadań działalności kościelnej i miejskiej należała pomoc ubogim, chorym i bezdomnym. Od 1368 roku zaczęto tworzyć w Braniewie szereg fundacji dla tych osób. Wśród nich jako pierwsze powstały w początkach XIV wieku na przedmieściach Braniewa: szpital Świętego Ducha oraz św. Jerzego. Do tej kategorii skromnych obiektów życia religijnego zaliczał się również skromny kościółek św. Jana, wybudowany poza murami miasta, niedaleko Wysokiej Bramy. Przy kościele powstał cmentarz dla zmarłych mieszkańców Nowego Miasta Braniewa. Kościółek został po raz pierwszy wzmiankowany w 1402 roku. W roku 1414 Rada Miasta zaciągnęła w nim nawet pożyczkę pieniężną, zatem musiał sobie radzić nie najgorzej. W czasie wojny polsko-krzyżackiej w latach 1519–1521 (1 stycznia 1520 Krzyżacy zdobyli Braniewo i obsadzili je swoją załogą) kościółek ten został zrównany z ziemią i pozostała po nim tylko dzwonnica. Świątynię następnie odbudowano, 16 sierpnia 1584 roku konsekrował ją biskup warmiński Marcin Kromer; ponownie na cześć Jana Chrzciciela. Podczas wizytacji w 1609 roku polecono odnowić kaplicę oraz nakazano: „Najlepiej by było, aby dla tej kaplicy został wyznaczony osobny ksiądz, ponieważ jednak obecnie z powodu niewystarczających czynszów i innych dochodów tymczasem tego nie da się zrealizować, wobec czego niech prowizorzy zatroszczą się, aby były tu odprawiane nabożeństwa kilka razy do roku, zwłaszcza w ważniejsze święta”. Podczas ataku na miasto wojsk szwedzkich 10 lipca 1626 przedmieście Koźlin zostało spalone, a wraz z nim znajdujący się również poza murami miasta kościółek. Następnie świątynia została w partiach murowanych rozebrana. Na planie Braniewa z 1635 roku Paula Stertzla i Conrada Götke kościół nie został naniesiony, jednak nie przesądza to o jego obecności, gdyż do celów wojskowych pominięto na nim również inne, zaburzające potęgę twierdzy, dzielnice i obiekty (jak Koźlin czy Nowe Miasto Braniewo).
W okresie od września 1709 roku do marca 1711 Braniewo nawiedziła epidemia dżumy. W ciągu półtora roku liczba ludności w mieście zmniejszyła się o 1/3. Chorych umieszczano w domach dla trędowatych i barakach położonych poza bramami miasta. W samym Braniewie zmarło wówczas 1050 osób, a na obszarze parafii braniewskiej do 8 tys. osób. Największa śmiertelność była wśród ludności Nowego Miasta. Cmentarze nie mogły pomieścić zmarłych. Licznych zmarłych grzebano poza murami miasta, tj. m.in. na cmentarzu św. Rocha (tzw. dżumowym), cmentarzu przy kościele Świętego Krzyża w Braniewie, ale najwięcej ofiar zostało pochowanych właśnie na cmentarzu św. Jana (który zwykle był przeznaczony dla osób należących do trzeciego i czwartego stanu). Procentowo liczba pochówków ofiar dżumy w okresie od września 1709 do grudnia 1710 roku przedstawiał się następująco: cmentarz św. Jana 39%, cmentarz w Nowym Mieście 24%, cmentarz parafialny 21%, w kościele parafialnym 5%, inne 11%.
Dobra kościoła św. Jana dopiero po stu latach od zburzenia, tj. w 1725 roku, dołączone zostały do parafialnego kościoła św. Katarzyny, co może świadczyć o tym, iż mieszkańcy przez długi czas nie chcieli się pogodzić z likwidacją tejże świątyni.
Cmentarz jednak się ostał i dotrwał jako czynna nekropolia do II wojny światowej, mimo że był zapełniony grobami i możliwe były na nim jedynie dochówki rodzinne do grobów już istniejących (Erbbegräbnis) lub też w miejsce likwidowanych. Został ostatecznie zlikwidowany w latach 60. lub 70. XX wieku. Współcześnie w tym miejscu znajduje się skwer miejski. O cmentarzu o niemal 600-letniej historii świadczy marmurowa tablica wmurowana na rozwidleniu alejek w parku (na zdjęciu) oraz utworzone w tym miejscu w 2021 roku lapidarium.

## Lapidarium

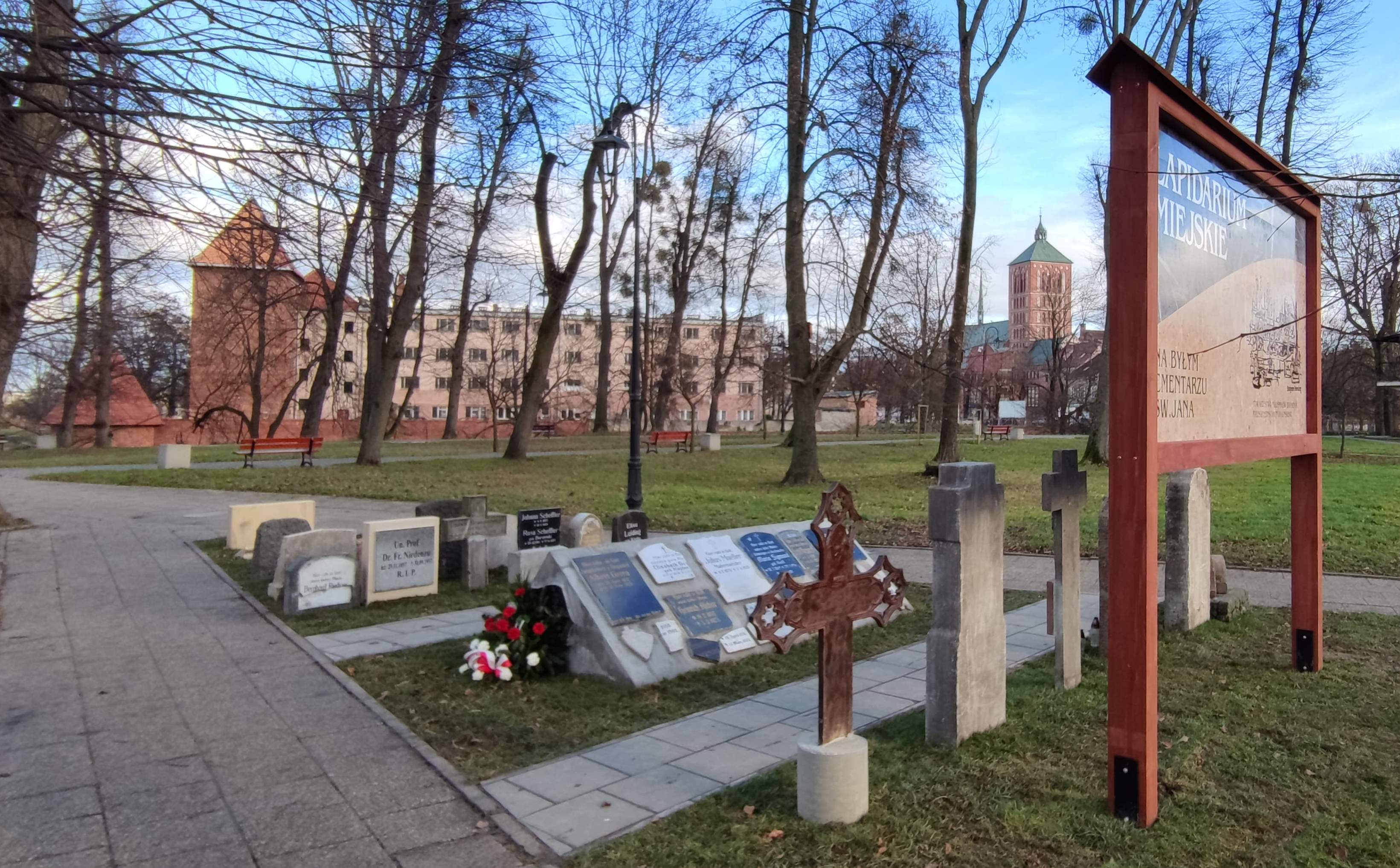
Lapidarium na byłym cmentarzu św. Jana, 2021

Od wielu lat jednym z celów działającego w mieście Towarzystwa Miłośników Braniewa pozostawało stworzenie na terenie byłego cmentarza św. Jana lapidarium przywołującego pamięć o historii miasta i jego mieszkańcach, zapomnianych, pochowanych na różnych braniewskich cmentarzach, po których często nie zachował się już żaden ślad. Lapidarium prezentuje ocalałe i odnalezione płyty nagrobne z tychże to nieistniejących współcześnie nekropolii w mieście. Dodatkowo została umieszczona tablica informacyjna w języku polskim i niemieckim, z krótką historią tej nekropolii oraz z listą wybitnych osób, których prochy spoczęły w tym miejscu. Uroczyste otwarcie lapidarium miało miejsce 20 listopada 2021 roku. Płyty nagrobne pochodzą m.in. z byłych cmentarzy: św. Rocha (ul. Olsztyńska), św. Katarzyny (ul. Sikorskiego), św. Magdaleny (ul. Morska), cmentarza żydowskiego (ul. Kościuszki) oraz z cmentarza ewangelickiego (ul. Wspólna i 9 Maja).

## Pochowani na cmentarzu św. Jana w Braniewie
- Josef Annegarn (1794–1843) – teolog, pedagog, profesor historii Kościoła i prawa kościelnego w Liceum Hosianum
- Johann Bernhard Busse (1788–1835) – dziekan wydziału teologicznego i profesor w Liceum Hosianum
- Eugen Dombrowski (1853–1921) – warmiński historyk i nauczyciel, organizator i zarządca Muzeum Warmińskiego w Braniewie
- Jan Frey (1711–1784) – rzeźbiarz i snycerz, twórca oryginalnej stylistyki późnobarokowej rzeźby warmińskiej
- Joseph Kolberg (1859–1917) – ksiądz katolicki, profesor historii Kościoła w Liceum Hosianum

- Franz Josef Niedenzu (1857–1937) – botanik, współtwórca nomenklatury botanicznej, wykładowca w Państwowej Akademii w Braniewie

- Johann Oestreich (1750–1833) – największy przedsiębiorca w historii Braniewa oraz mecenas edukacji. Okazały nagrobek o wysokości dorosłego człowieka i kształcie piramidy ze ściętym wierzchołkiem uległ bezpowrotnemu zniszczeniu wraz z likwidacją cmentarza[14]
- Johann Heinrich Oswald (1817–1903) – profesor dogmatyki na Uniwersytecie w Paderborn i w Liceum Hosianum w Braniewie, jeden z najwybitniejszych mariologów XIX wieku

- Victor Röhrich (1862–1925) – historyk, rektor Akademii Państwowej  w Braniewie
- Josef Scheill (1784–1834) – profesor teologii pastoralnej i rektor seminarium duchownego (Liceum Hosianum)
- Marcin Świtalski (1849–1929) – nauczyciel matematyki i fizyki w szkołach średnich pod zaborem pruskim, od 1890 lektor języka polskiego w Liceum Hosianum